# Palabra final (programa de televisión)
Palabra Final es un programa de televisión venezolano de formato Talk show, conducido por la abogada Candy Herrera en sí primera temporada y la segunda por la Abogada penalista Gloria  Pinho para la cadena de televisión por suscripción Ve Plus para toda Iberoamérica.

## Formato
Está enmarcado en un formato dinámico, donde los invitados plantearán sus diferencias para conseguir una solución justa por medio de la mediación de la Doctora Herrera gracias a sus conocimientos como abogada en cuanto a la ley y como psicopedagoga en cuanto a la resolución de conflictos y casos.
Se emite semanalmente de lunes a viernes por Venevisión Plus y se estrenó el 31 de enero de 2017.
 Para la segunda temporada, estrenada el 29 de enero de 2018, este pasaría a ser conducido por Gloria Pinho.